# Canada-Ouest

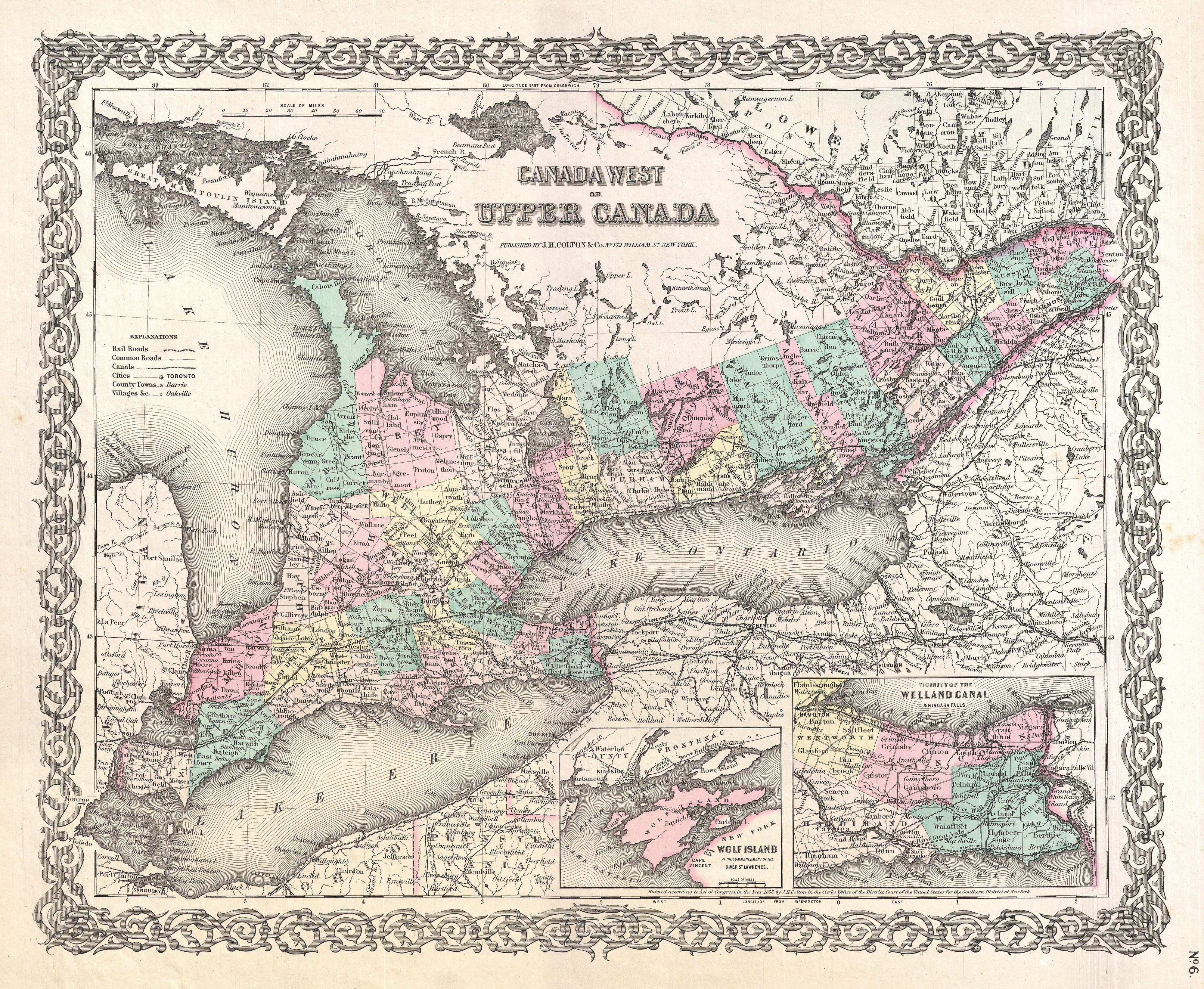
Carte du Canada-Ouest (1855).

Le Canada-Ouest est le nom que porte la portion occidentale de la province du Canada entre 1840 et 1867. Il contient la partie de la province canadienne de l'Ontario au sud du lac Nipissing, à la rive est de la baie Georgienne et à la rive nord du lac Supérieur.
Anciennement  colonie appelée le Haut-Canada, il est fusionné lors de l'Acte d'Union de 1840 avec le Bas-Canada (aujourd'hui le Québec) pour créer la province du Canada, aussi appelée Canada-Uni, suivant les recommandations du rapport Durham, publié l'année précédente.